# Walter Shirlaw

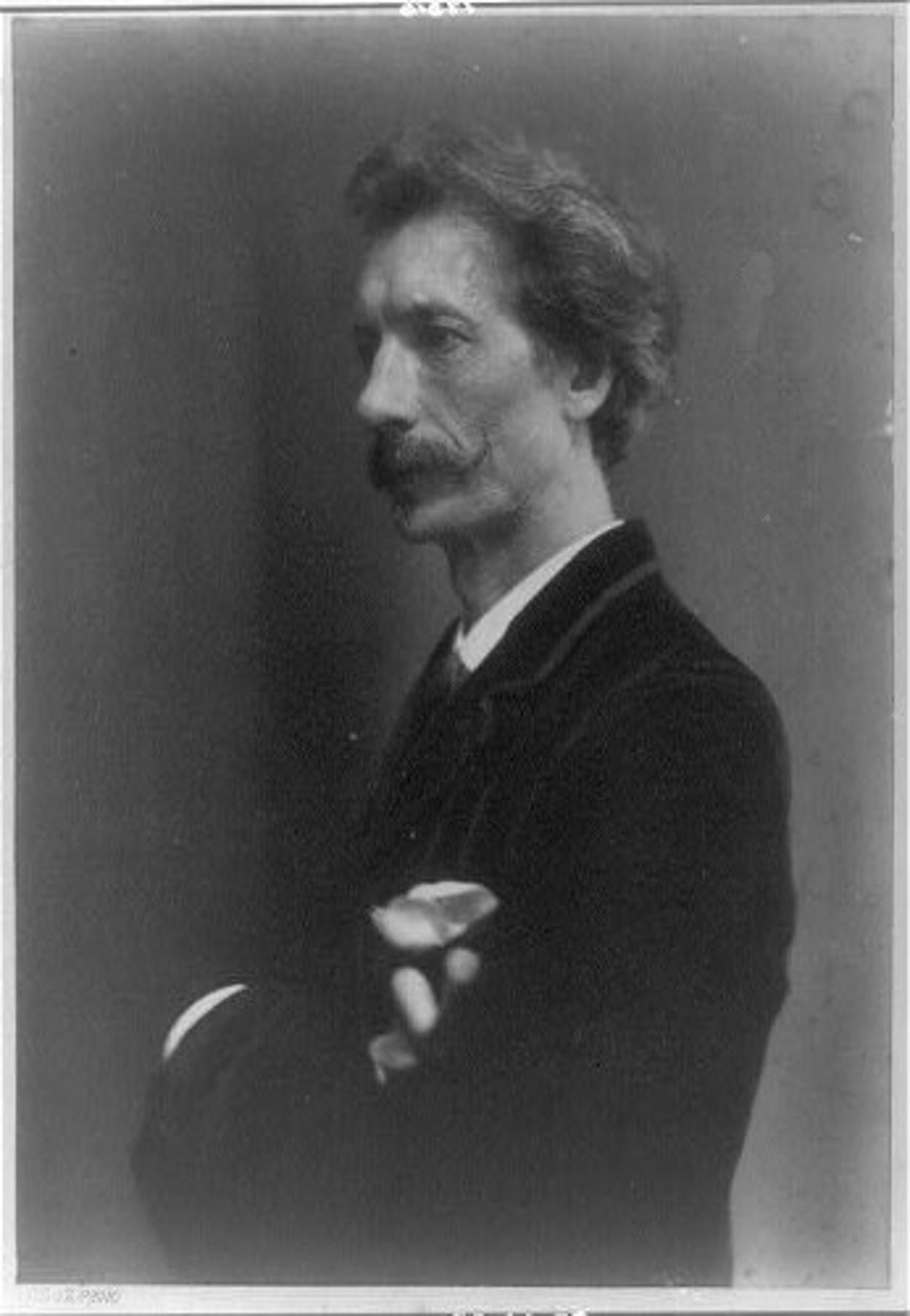
Walter Shirlaw, um 1900

Walter Shirlaw (* 6. August 1838 in Paisley bei Glasgow, Schottland; † 26. Dezember 1909 in Madrid, Spanien) war ein schottisch-amerikanischer Maler, Graveur und Illustrator, der in München studierte. Dort lernte er Frank Duveneck kennen und freundete sich mit ihm an. Er war Gründer und erster Präsident der Society of American Artists sowie Lehrer an der Art Students League of New York.

## Leben
Walter Shirlaw wurde 1838 in Paisley bei Glasgow geboren und emigrierte um 1840 mit seiner Familie in die Vereinigten Staaten. Er wuchs in Hoboken (New Jersey) und später in Chicago auf. Bereits 1861 stellte er erstmals Werke bei der National Academy of Design in New York aus.
Er arbeitete als Graveur bei der American Bank Note Company in New York und später in Chicago, bevor er 1868 zum Mitglied der Chicago Academy of Design gewählt wurde. Zwischen 1870 und 1877 studierte er an der Königlichen Akademie der Bildenden Künste in München bei Johann Leonhard Raab, Alexander von Wagner, Arthur von Ramberg und Wilhelm Lindenschmidt. In dieser Zeit entstanden mehrere seiner bekanntesten Werke.

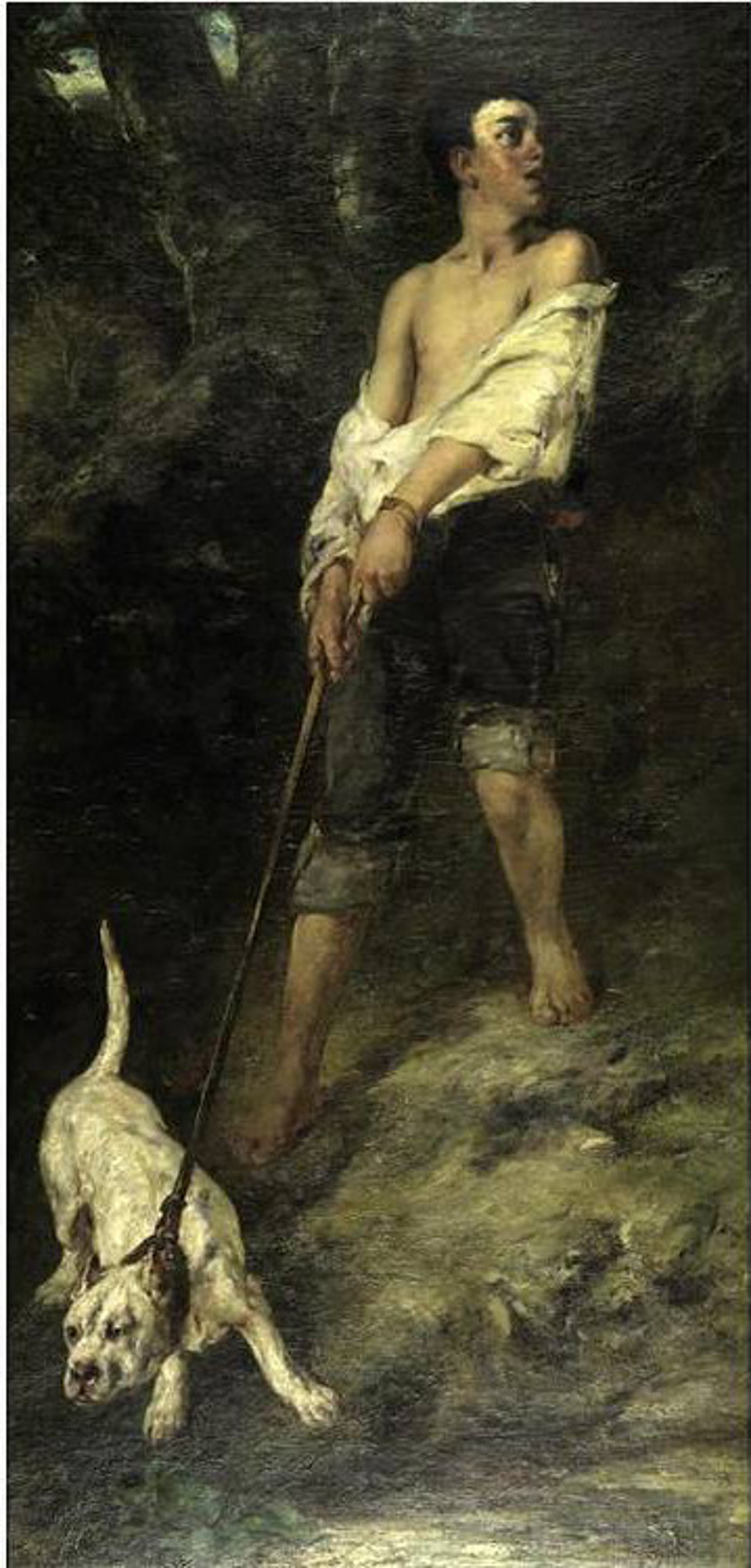
Walter Shirlaw: Boy with Dog (1909)

Nach seiner Rückkehr in die USA ließ sich Walter Shirlaw in New York nieder. Er unterrichtete an der Art Students League und war 1877 Mitbegründer sowie erster Präsident der Society of American Artists. 1887 wurde er korrespondierendes Mitglied, 1888 vollwertiges Mitglied der National Academy of Design. Neben seiner Tätigkeit als Maler illustrierte er für verschiedene Zeitschriften und war als Entwerfer von Glasfenstern und Wandbildern tätig. Er starb 1909 während eines Aufenthalts in Madrid und wurde auf dem dortigen Britischen Friedhof beigesetzt.

## Werk
Shirlaws Malerei ist stark vom Realismus der Münchner Schule geprägt. Seine Werke zeichnen sich durch einen zurückhaltenden, dunklen Farbton, kraftvolle Pinselarbeit und eine naturalistische Motivwahl aus. Zu seinen wichtigsten Gemälden zählen Toning the Bell (1874), Sheep-shearing in the Bavarian Highlands (1876), Good Morning (1878), Indian Girlund Very Old (1880), Gossip (1884) sowie Jealousy (1886).

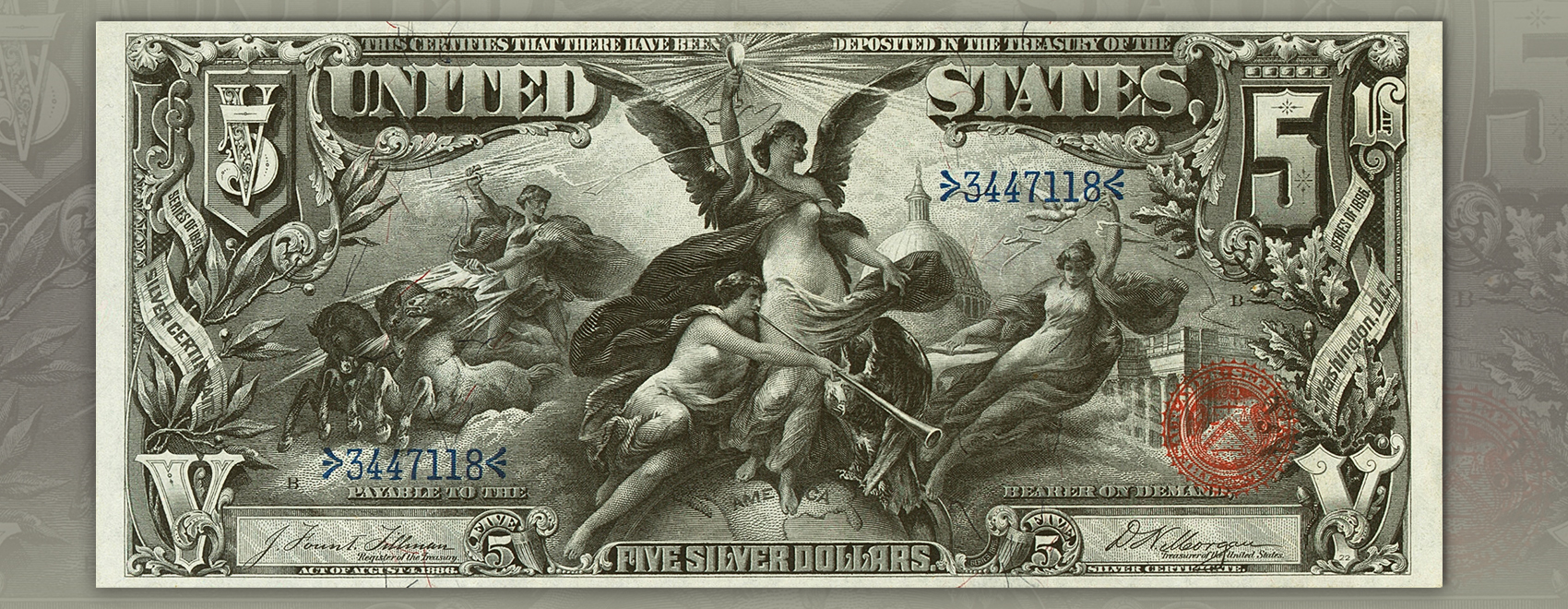
Walter Shirlaw: Electricity Presenting Light to the World (Die Elektrizität bringt das Licht in die Welt), 5-Dollar-Banknote von 1896

Neben der Ölmalerei war Shirlaw ein versierter Zeichner in Pastell, Aquarell, Kreide und Bleistift. Seine Illustrationen waren besonders in Zeitschriften der Zeit gefragt. Auch im Bereich der monumentalen Kunst war er tätig: Für das Wohnhaus des Bankiers Darius O. Mills in New York schuf er einen mehrteiligen Wandfries, außerdem gestaltete er ein großflächiges Wandgemälde zum Thema Wissenschaften für die Library of Congress in Washington, D.C. Als Graveur entwarf er unter anderem das berühmte Motiv Electricity Presenting Light to the World, das auf dem US-amerikanischen Fünf-Dollar-Schein von 1896 verwendet wurde. Sie wird als America’s Most Beautiful Banknote bezeichnet.